# آنتونی تاگوردو
آنتونی تاگوردو (انگلیسی: Anthony Taugourdeau؛ زادهٔ ۳ ژوئن ۱۹۸۹) بازیکن فوتبال اهل فرانسه است.
از باشگاه‌هایی که در آن بازی کرده‌است می‌توان به باشگاه فوتبال کارپی و باشگاه فوتبال پیزا اشاره کرد.